# Doru Ioan Tărăcilă
Doru Ioan Tărăcilă (n. 15 ianuarie 1951, Biled, județul Timiș) este un fost senator român în legislaturile 1990-1992, 1992-1996, 1996-2000, 2000-2004 și 2004-2008 ales în județul Călărași pe listele partidului FSN, FDSN, PDSR și PSD. A fost vicepreședinte al Senatului. 

## Biografie
În urma preluării Președinției României de către președintele Senatului, Nicolae Văcăroiu, lui Doru Ion Tărăcilă i-au fost delegate atribuțiile sale.
În perioada 1994-1996, Doru Ioan Tărăcilă a fost Ministrul de Interne în guvernul Nicolae Văcăroiu.
A fost cel mai temut șef de la Ministerul de Interne pentru că se deghiza în jurnalist pentru a le da o lecție polițiștilor.
Avocat de profesie, Doru Ioan Tărăcilă este în prezent Decanul Baroului de avocați din Călărași.

## Inițiatile legislative
În legislatura 2000-2004 a inițiat 11 propuneri legislative din care 11 au fost promulgate legi. În legislatura 2004-2008, Doru Ioan Tărăcilă a inițiat 17 propuneri legislative din care 4 au fost promulgate legi. 

## Familia
Este căsătorit cu Aurica Tărăcilă, cu care a fost și coleg de facultate; ei au împreună doi copii: Bogdan Ionuț și Mihai Costin.